# Caiophora contorta
Caiophora contorta är en brännreveväxtart som först beskrevs av Desrousseaux, och fick sitt nu gällande namn av Urban och Gilg. Caiophora contorta ingår i släktet Caiophora och familjen brännreveväxter. Inga underarter finns listade i Catalogue of Life.